# Wamberg (Amsterdam)

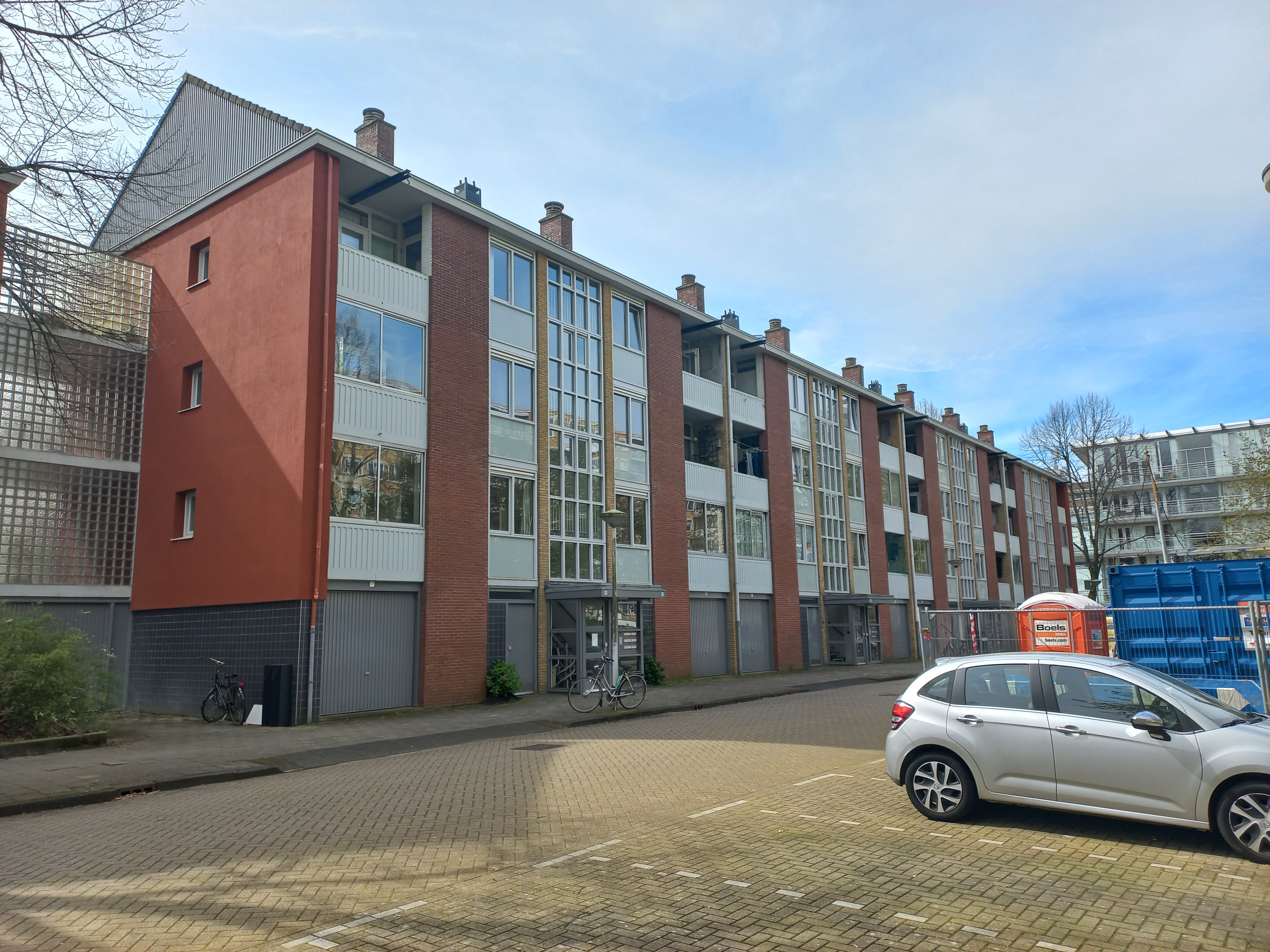
Wamberg 17-32, Amsterdam (april 2024)

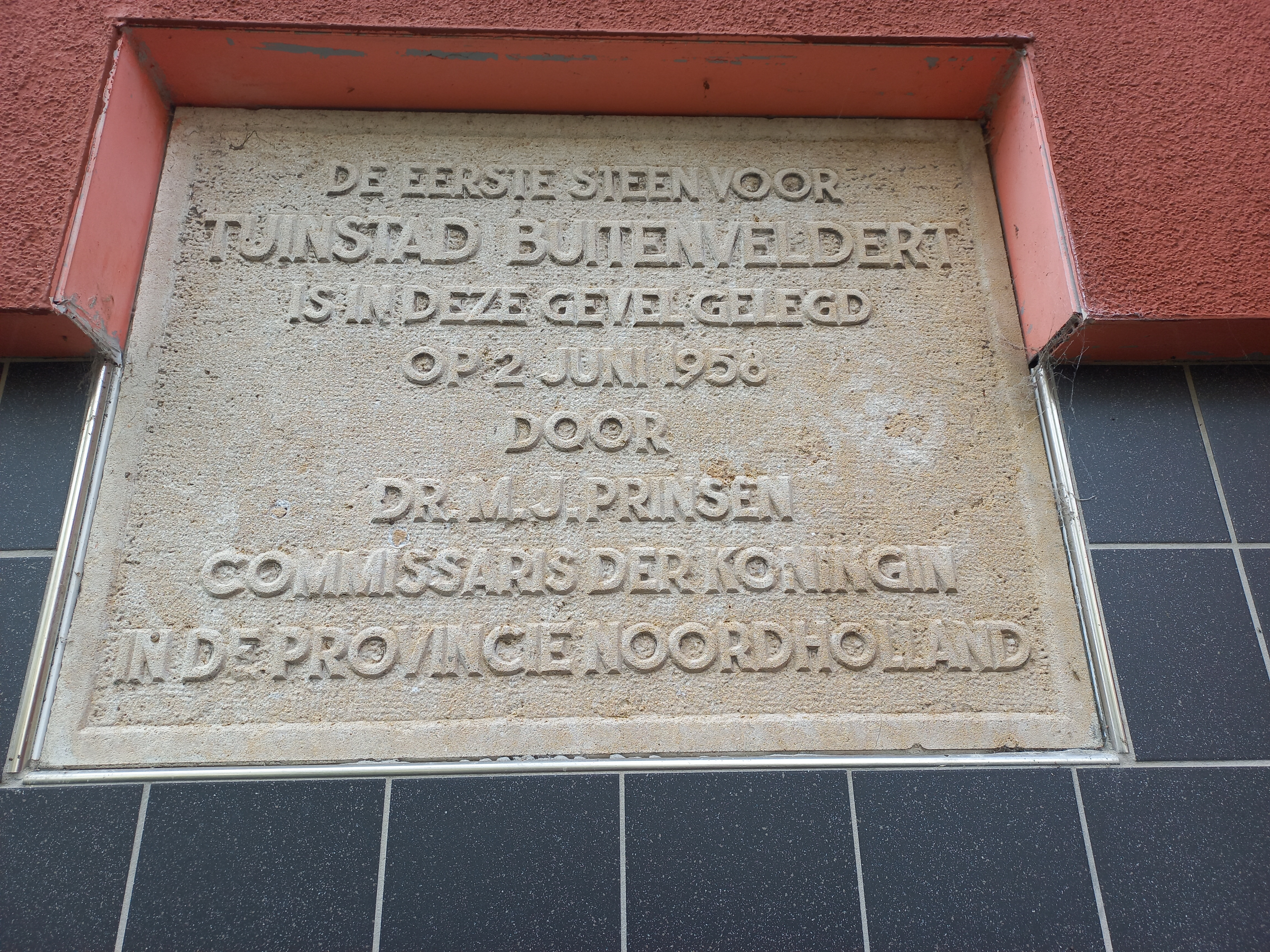
Eerste steen van Prinsen (april 2024)

Wamberg is een straat in Amsterdam-Zuid.
De straat werd aangelegd in het Algemeen Uitbreidingsplan van Cor van Eesteren voor Buitenveldert, hij ging er ook zelf wonen (Weldam 11). Start van de bouw van de wijk ligt omstreeks 1958. tot dan toe dienden de terrein voornamelijk tot land-, tuinbouw en veeteelt. Het oprukkende Amsterdam had echter ruimte nodig voor het toenemend aantal bewoners. Er werd hier snel gebouwd aan portiekwoningen in zogenaamde halfhoge flats. Voor de huizen aan Wamberg 1-32 (aaneengesloten genummerd) leverde dat standaardwoningen op ontworpen door Adolph Eibink en jan Brouwer (orde 2 (1963)). Architectonisch meer gewaardeerd wordt de torenflat Wamberg 35-85 van architectenduo Henk Brakel en Wijbrand Buma (orde 1 91967-1969)).

De straat geldt als standaardstraat in dit deel van Buitenveldert. In de straat is op de hoek met Bouvigny een plaquette ingemetseld omtrent de “eerste steenlegging”:
De eerste steen voor Tuinstad Buitenveldert is in deze gevel gemetseld op 2 juni 1956 door Dr.M.J.Prinsen, commissaris der koningin in de provincie Noord-Holland.
Wamberg is vernoemd naar Wamberg, edelmanshuis en omliggende tuinen in Berlicum; Bouvigne naar een kasteel nabij Ginneken.